# 玛伦·伦比
瑪倫·倫比（挪威語：Maren Lundby，1994年9月7日—），生于约维克，挪威女子跳台滑雪运动员，她曾在韩国平昌郡举行的2018年冬季奥林匹克运动会上获得女子个人普通台项目金牌。